# Plestiodon quadrilineatus
Plestiodon quadrilineatus är en ödleart som beskrevs av  Edward Blyth 1853. Plestiodon quadrilineatus ingår i släktet Plestiodon och familjen skinkar. Inga underarter finns listade i Catalogue of Life.